# Pedro Pruneda
Pedro Pruneda Martín (1830-1869) fue un escritor e historiador español.

## Biografía
Se le hace nacido en la localidad turolense de El Poyo el 13 de mayo de 1830, si bien estos datos constituirían en realidad el lugar y fecha de bautizo. Autor de varias obras históricas y políticas, fue redactor en Madrid de los periódicos El Pueblo, La Discusión y La Democracia. Falleció en Madrid en octubre de 1869.
De pensamiento liberal, entre sus obras se encontraron títulos como Historia de la guerra de México, desde 1861 a 1867, Crónica de la provincia de Teruel y una inacabada Crónica de la provincia de Cuenca. También trabajó como traductor al castellano. Fue hijo de Víctor Pruneda y Teresa Martín.